# Xã Crooked Creek, Quận Lonoke, Arkansas
Xã Crooked Creek (tiếng Anh: Crooked Creek Township) là một xã thuộc quận Lonoke, tiểu bang Arkansas, Hoa Kỳ. Năm 2010, dân số của xã này là 693 người.